# 横山隆晴
横山 隆晴（よこやま たかはる、1953年（昭和28年）3月18日 - ）は、日本のテレビプロデューサー、ジャーナリスト。フジテレビ編成制作局・ゼネラルプロデューサーを経て、近畿大学総合社会学部教授（映像表現論・メディア論・日本語表現法）、同学部長を務めた。

## 来歴・人物
新潟県新潟市出身。早稲田大学政治経済学部を卒業後、電気メーカー、新潟相互銀行に勤務する。
1985年4月、新聞広告を通じて応募した2880人の中から採用された7人のうちの1人としてフジテレビに中途入社。ネット営業部に配属となり、営業、報道、営業と異動する。
1992年3月29日深夜、何年か前に新聞記事で見た地方の高校の話題を発端に思いついた岐阜県立斐太高等学校の卒業式をヤマ場に、高校生の日常、そして旅立ちという人生の分岐点を描いたドキュメンタリー『別離の歌─飛騨高山の早春賦・白線流し─』が放送される。当時、横山は番組を作る編成局の人間ではなく、営業部員だった。営業部は土曜日曜も仕事の入る忙しさであったが、それでも企画プロデューサーとして何度も高山市に足を運び、撮影に立ち会い、打ち合わせを重ねた。このドキュメントを原案に連続ドラマが作られ、1996年1月から3ヵ月間放送された。地方の若者を描き、どこかで『北の国から』に通じるものを感じさせる作品は、地味ながら熱心なファンをつかんだ。以後、ディレクター、プロデューサーとして、数々のドキュメンタリーを手掛ける。
2013年4月、近畿大学総合社会学部教授（客員教授を経て教授）に就任。2018年10月から2020年9月まで同学部長、2021年3月、退職。

## 主な作品
- 連続ドラマ『白線流し』（1996年）
  - 19の春（1997年）
  - 二十歳の風（1999年）
  - 旅立ちの詩（2001年）
  - ～二十五歳（2003年）
  - ～夢見る頃を過ぎても（2005年）
- 金曜エンタテイメント特別企画   『ゆっぴいのばんそうこう』（1996年）
- 金曜エンタテイメント特別企画　『小さな留学生』（2000年）
- 金曜エンタテイメント特別企画  『小さな留学生 1996〜2000秋』（2000年）
- 土曜ゴールデンシアター特別企画  『若者たち』（2000年）
- 金曜エンタテイメント特別企画  『私の太陽』（2001年）
- 『北の国から  2002 遺言』（2002年）
- 特別企画 『ドキュメンタリー 北の国から』（2002年）
- 金曜エンタテイメント特別企画 『ドキュメンタリー 中国からの贈りもの』（2002年）
- フジテレビヤングシナリオ大賞 『琉球偉人伝説』（2003年）
- 金曜エンタテイメント 『桜の花の咲く頃に』（2005年）
- 金曜エンタテイメント 『泣きながら生きて』（2006年）
- 金曜プレステージ　 『パパの涙で子は育つ』（2007年）
- 特別企画 『私たちの時代』（2010年）

## 受賞作品
- 『東京春浪漫』 ギャラクシー賞・奨励賞（1994年）
- 『春想い ～初めての出稼ぎ～ 』 ギャラクシー賞・選奨（1994年）
- 『青山世多加――――』 放送文化基金賞・特別賞（1994年）
- 『アラカワストーリーズ』 ギャラクシー賞・選奨（1995年）
- 『戦争に負けて私は生まれた』 ギャラクシー賞・奨励賞（1995年）
- 『白線流し ～4年後の早春賦～ 』 ギャラクシー賞・奨励賞、ATP優秀ドキュメンタリー賞（1996年）
- 『いらっしゃいませ  ～横浜ウェイトレス物語～  』 ギャラクシー賞・奨励賞（1996年）
- 『あなたのマンションは資産ですか』 日本民間放送連盟賞・優秀賞（1996年）
- 『幻のゴミ法案を追う ～ある厚生官僚の遺言～ 』 ギャラクシー賞・奨励賞、FNSドキュメンタリー大賞・大賞、地球   環境映像祭・特別賞（1996年）
- 『ゆっぴいのばんそうこう』 ギャラクシー賞・奨励賞（1996年）
- 『めっちゃ！ 生きてるで  ～パパは無敵の障害者～ 』 ギャラクシー賞・奨励賞（1998年）
- 『小さな留学生』   放送文化基金賞・ドキュメンタリー番組賞、JPPA賞 ドキュメンタリー部門エディティング金賞、日本映画撮影監督協会 特別賞（2000年）
- 『ドキュメンタリー中国からの贈りもの』 JPPA賞 ドキュメンタリー部門ミキシング金賞、JPPA賞 ドキュメンタリー部門エディティング銀賞（2002年）
- 『桜の花の咲く頃に』  第一回  日本放送文化大賞・グランプリ、日本民間放送連盟賞・最優秀賞 （2005年）、JPPA 日本ポストプロ協会賞・ミキシング部門グランプリ
- 『泣きながら生きて』 JPPA日本ポストプロ協会賞・ミキシング部門グランプリ
- 『私たちの時代』 2011年JPPA日本ポストプロ協会賞グランプリ、経済産業大臣賞　アジア・テレビジョン・アウォード 優秀賞